# Список ультра-піків Скелястих гір

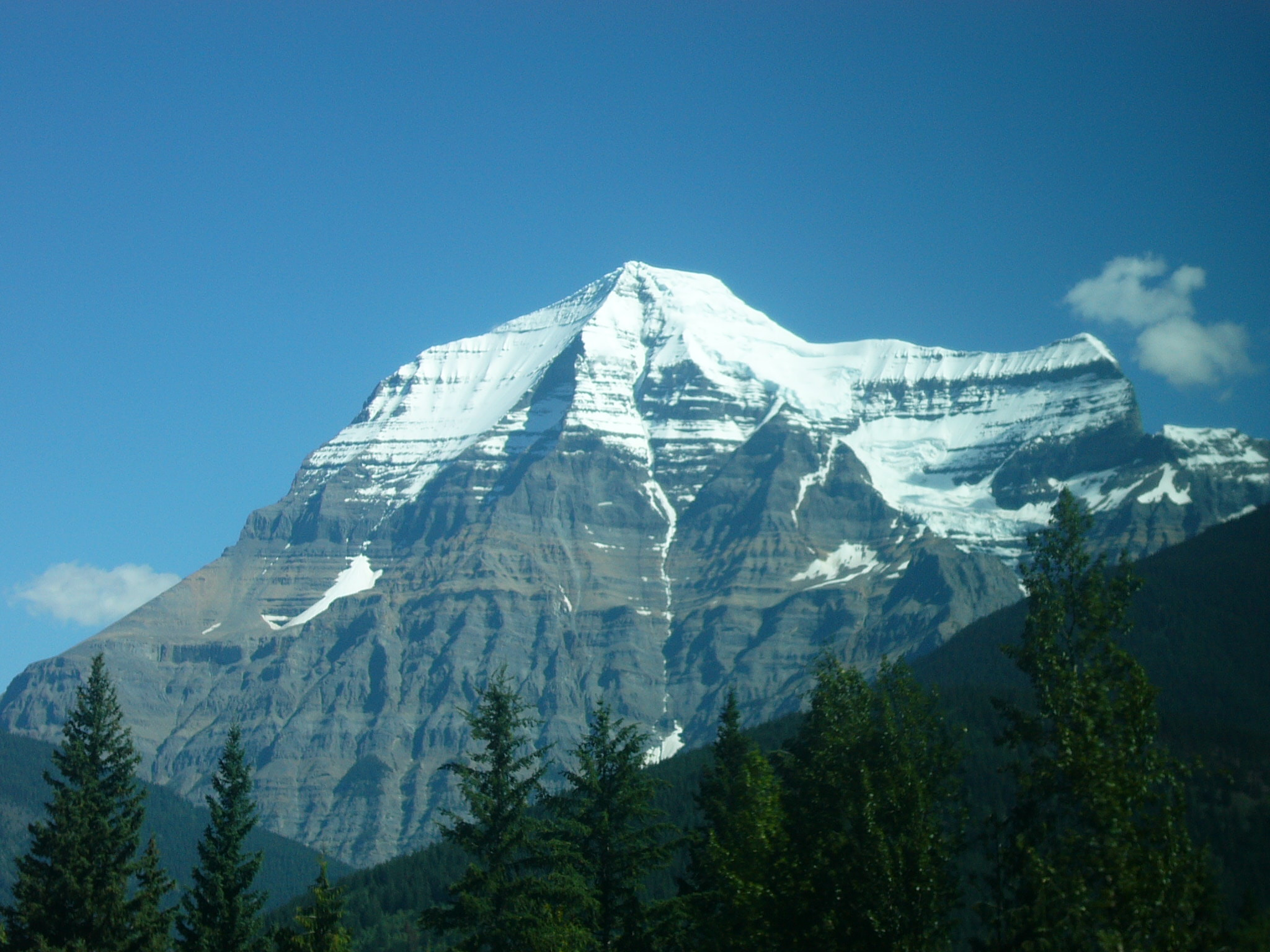
Гора Робсон в Британській Колумбії є найвищою вершиною Канадських скелястих гір.

Список ультра-піків Скелястих гір — список 31-го «ультра-піка» Скелястих гір з відносною висотою вершини 1500 м і більше. Список включає вершини з максимальною абсолютною висотою до 4000-4400 м. У список входить 7-м вершин з відносною висотою понад 2000 м, а одна з них (Робсон) належать до 125-ти найвищих «ультра-піків» світу.

## Ультра-піки
Із 31 ультра-піка Скелястих гір десять знаходяться у Британській Колумбії, дев'ять в Альберті, чотири в Монтані, по три у штатах Колорадо, Юта та Вайомінг, два у штаті Айдахо. Три з цих піків лежать на кордоні штатів Альберта та Британська Колумбія.
| №  | Гора        | Регіон               | Гірський хребет | Висота (м) | Відносна висота (м) | Ізоляція (км) | Координати                                                            |
| -- | ----------- | -------------------- | --------------- | ---------- | ------------------- | ------------- | --------------------------------------------------------------------- |
| 1  | Робсон      | Б. Колумбія          | Скелясті        | 3959       | 2829                | 459,5         | 53°06′38″ пн. ш. 119°09′24″ зх. д. / 53.1105° пн. ш. 119.1566° зх. д. |
| 2  | Ельберт     | Колорадо             | Саватч          | 4401       | 2772                | 1079,2        | 39°07′04″ пн. ш. 106°26′43″ зх. д. / 39.1178° пн. ш. 106.4454° зх. д. |
| 3  | Колумбія    | Альберта Б. Колумбія | Скелясті        | 3741       | 2371                | 158,0         | 52°08′50″ пн. ш. 117°26′30″ зх. д. / 52.1473° пн. ш. 117.4416° зх. д. |
| 4  | Ганнет-Пік  | Вайомінг             | Вінд-Рівер      | 4209       | 2157                | 467,3         | 43°11′03″ пн. ш. 109°39′15″ зх. д. / 43.1842° пн. ш. 109.6542° зх. д. |
| 5  | Клуд пік    | Вайомінг             | Біґорн          | 4013       | 2157                | 233,4         | 44°22′56″ пн. ш. 107°10′26″ зх. д. / 44.3821° пн. ш. 107.1739° зх. д. |
| 6  | Ассінібойн  | Альберта Б. Колумбія | Скелясті        | 3616       | 2082                | 141,8         | 50°52′11″ пн. ш. 115°39′03″ зх. д. / 50.8696° пн. ш. 115.6509° зх. д. |
| 7  | Едіт Кавелл | Альберта             | Скелясті        | 3363       | 2033                | 47,2          | 52°40′02″ пн. ш. 118°03′25″ зх. д. / 52.6672° пн. ш. 118.0569° зх. д. |
| 8  | Ґранд-Титон | Вайомінг             | Титон           | 4199       | 1995                | 111,6         | 43°44′28″ пн. ш. 110°48′09″ зх. д. / 43.7412° пн. ш. 110.8024° зх. д. |
| 9  | Кінгс-Пік   | Юта                  | Унта            | 4120       | 1938                | 268,0         | 40°45′57″ пн. ш. 110°22′40″ зх. д. / 40.7659° пн. ш. 110.3779° зх. д. |
| 10 | Ґудсір      | Б. Колумбія          | Скелясті        | 3567       | 1917                | 64,1          | 51°12′08″ пн. ш. 116°23′51″ зх. д. / 51.2021° пн. ш. 116.3975° зх. д. |
| 11 | Пік Бора    | Айдахо               | Лост-Рівер      | 3861       | 1829                | 242,6         | 44°08′15″ пн. ш. 113°46′52″ зх. д. / 44.1374° пн. ш. 113.7811° зх. д. |
| 12 | Гаррісон    | Б. Колумбія          | Скелясті        | 3360       | 1770                | 52,1          | 50°03′37″ пн. ш. 115°12′21″ зх. д. / 50.0604° пн. ш. 115.2057° зх. д. |
| 13 | Олександр   | Б. Колумбія          | Скелясті        | 3275       | 1762                | 87,8          | 53°56′10″ пн. ш. 120°23′13″ зх. д. / 53.9360° пн. ш. 120.3869° зх. д. |
| 14 | Гектор      | Альберта             | Скелясті        | 3394       | 1759                | 21,5          | 51°34′31″ пн. ш. 116°15′32″ зх. д. / 51.5752° пн. ш. 116.2590° зх. д. |
| 15 | Вайтхорн    | Б. Колумбія          | Скелясті        | 3399       | 1747                | 7,9           | 53°08′13″ пн. ш. 119°16′00″ зх. д. / 53.1370° пн. ш. 119.2667° зх. д. |
| 16 | Човн        | Альберта             | Скелясті        | 3316       | 1746                | 30,7          | 53°23′50″ пн. ш. 119°25′02″ зх. д. / 53.3971° пн. ш. 119.4173° зх. д. |
| 17 | Пік Кразі   | Монтана              | Кразі           | 3418       | 1743                | 71,8          | 46°01′06″ пн. ш. 110°16′36″ зх. д. / 46.0182° пн. ш. 110.2766° зх. д. |
| 18 | Макдональд  | Монтана              | Міссіон         | 2994       | 1722                | 127,9         | 47°22′57″ пн. ш. 113°55′09″ зх. д. / 47.3826° пн. ш. 113.9191° зх. д. |
| 19 | Пайкс       | Колорадо             | Фронт-Рендж     | 4302       | 1686                | 97,8          | 38°50′26″ пн. ш. 105°02′39″ зх. д. / 38.8405° пн. ш. 105.0442° зх. д. |
| 20 | Нібо        | Юта                  | Восатч          | 3637       | 1679                | 121,7         | 39°49′19″ пн. ш. 111°45′37″ зх. д. / 39.8219° пн. ш. 111.7603° зх. д. |
| 21 | Снов пік    | Монтана              | Кабінет         | 2665       | 1658                | 133,7         | 48°13′23″ пн. ш. 115°41′20″ зх. д. / 48.2231° пн. ш. 115.6890° зх. д. |
| 22 | Пік Жанет   | Б. Колумбія          | Скелясті        | 3089       | 1657                | 20,3          | 52°38′09″ пн. ш. 118°37′00″ зх. д. / 52.6357° пн. ш. 118.6166° зх. д. |
| 23 | Форбс       | Альберта             | Скелясті        | 3617       | 1649                | 47,4          | 51°51′36″ пн. ш. 116°55′54″ зх. д. / 51.8600° пн. ш. 116.9316° зх. д. |
| 24 | Діамонд     | Айдахо               | Лемги           | 3719       | 1642                | 51,2          | 44°08′29″ пн. ш. 113°04′58″ зх. д. / 44.1414° пн. ш. 113.0827° зх. д. |
| 25 | Бланка-Пік  | Колорадо             | Крісто          | 4374       | 1623                | 166,4         | 37°34′39″ пн. ш. 105°29′09″ зх. д. / 37.5775° пн. ш. 105.4857° зх. д. |
| 26 | Тімпаногос  | Юта                  | Восатч          | 3582       | 1609                | 63,9          | 40°23′27″ пн. ш. 111°38′45″ зх. д. / 40.3908° пн. ш. 111.6459° зх. д. |
| 27 | Фрайятт     | Альберта             | Скелясті        | 3361       | 1608                | 16,4          | 52°33′01″ пн. ш. 117°54′37″ зх. д. / 52.5503° пн. ш. 117.9104° зх. д. |
| 28 | Клівленд    | Монтана              | Льюїс           | 3194       | 1599                | 159,9         | 48°55′30″ пн. ш. 113°50′54″ зх. д. / 48.9249° пн. ш. 113.8482° зх. д. |
| 29 | Темпл       | Альберта             | Скелясті        | 3540       | 1530                | 21,3          | 51°21′04″ пн. ш. 116°12′23″ зх. д. / 51.3511° пн. ш. 116.2063° зх. д. |
| 30 | Іда         | Б. Колумбія          | Скелясті        | 3200       | 1530                | 14,1          | 54°03′29″ пн. ш. 120°19′36″ зх. д. / 54.0580° пн. ш. 120.3268° зх. д. |
| 31 | Жоффр       | Альберта Б. Колумбія | Скелясті        | 3433       | 1505                | 49,2          | 50°31′43″ пн. ш. 115°12′25″ зх. д. / 50.5285° пн. ш. 115.2069° зх. д. |

## Галерея

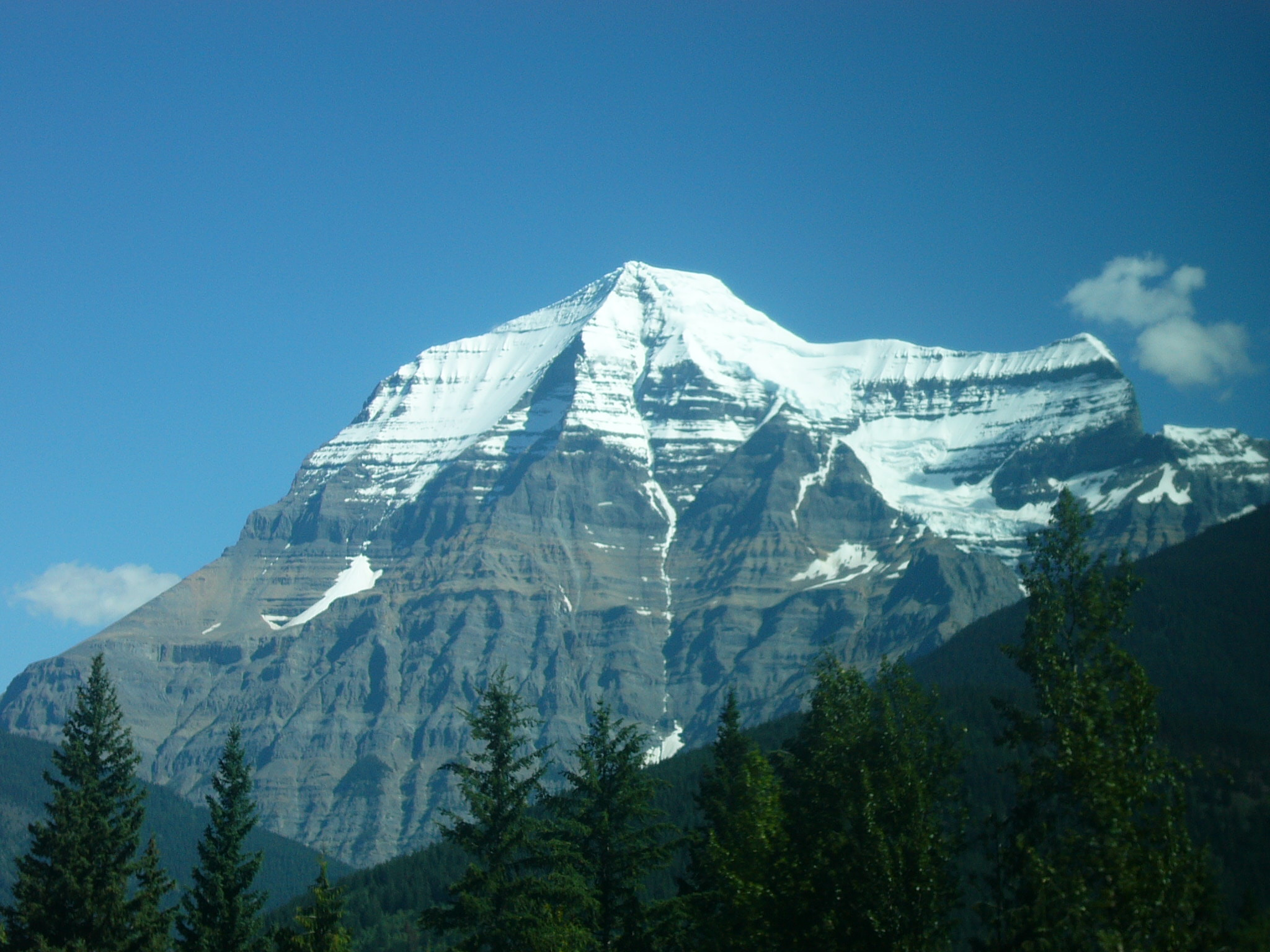
1. Робсон в Б.Колумбії — найвища вершина Канадських скелястих гір, найбільший ультра-пік Скелястих гір.
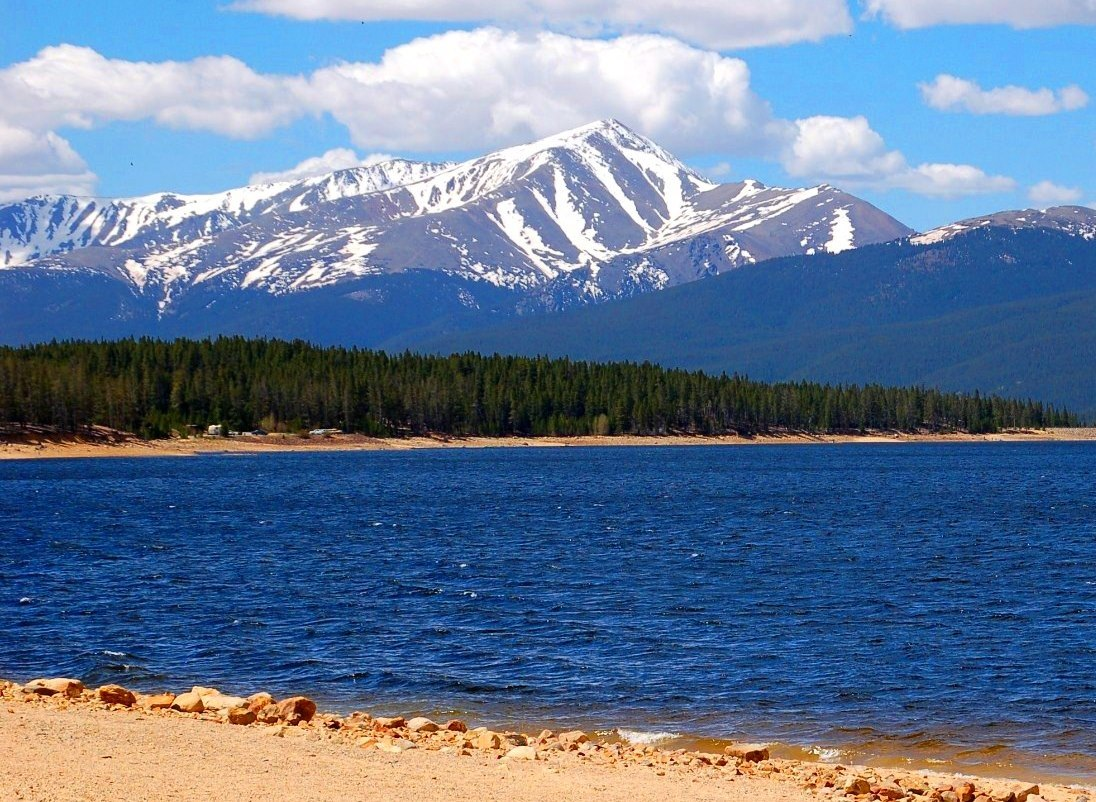
2. Гора Ельберт у хребті Саватч — найвища вершина Скелястих гір і штату Колорадо, США.
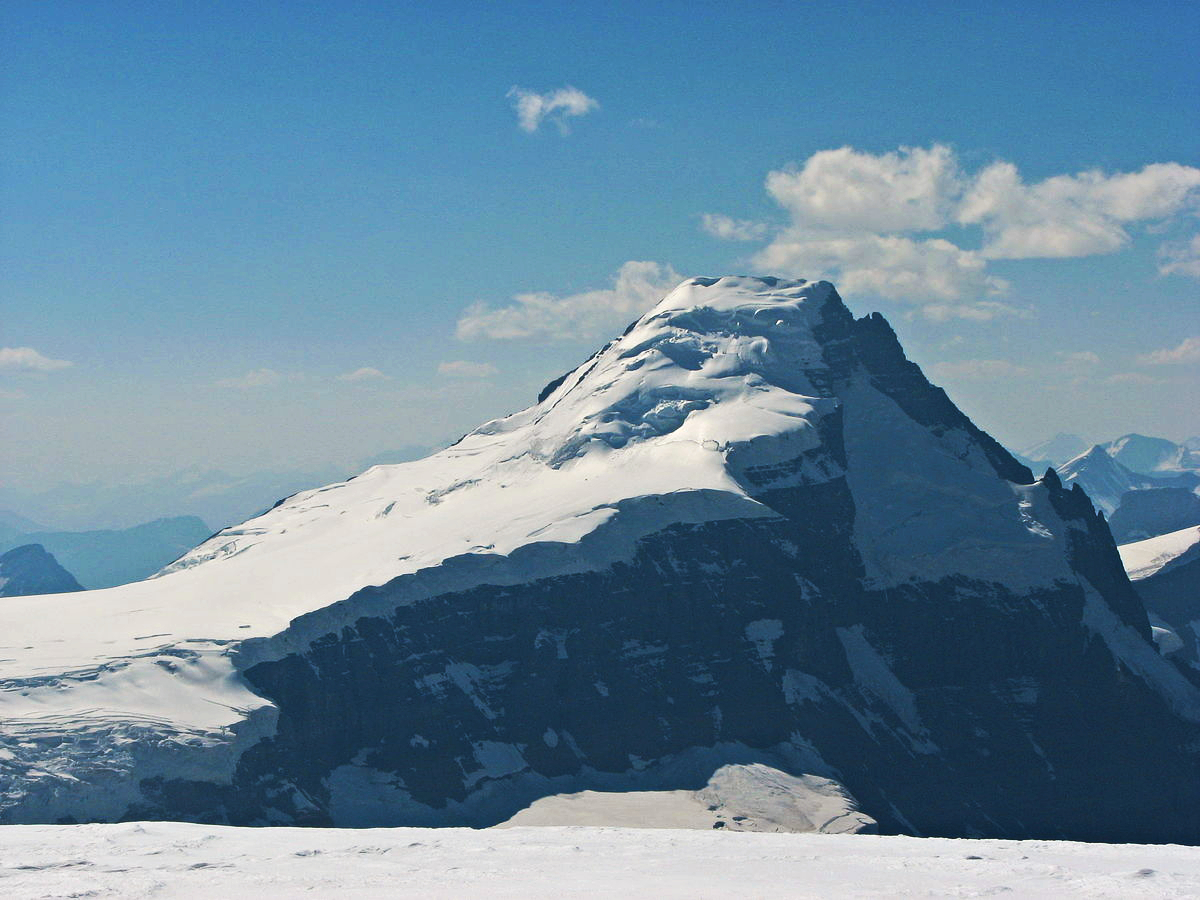
3. Колумбія (амер. вододіл) між Альбертою та Б.Колумбією — найвища точка Канадської Альберти.
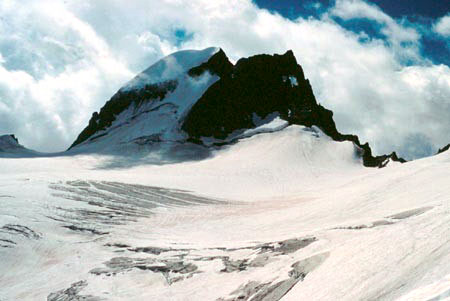
4. Ганнет-Пік — найвища вершина хребта Вінд-Рівер і штату Вайомінг.
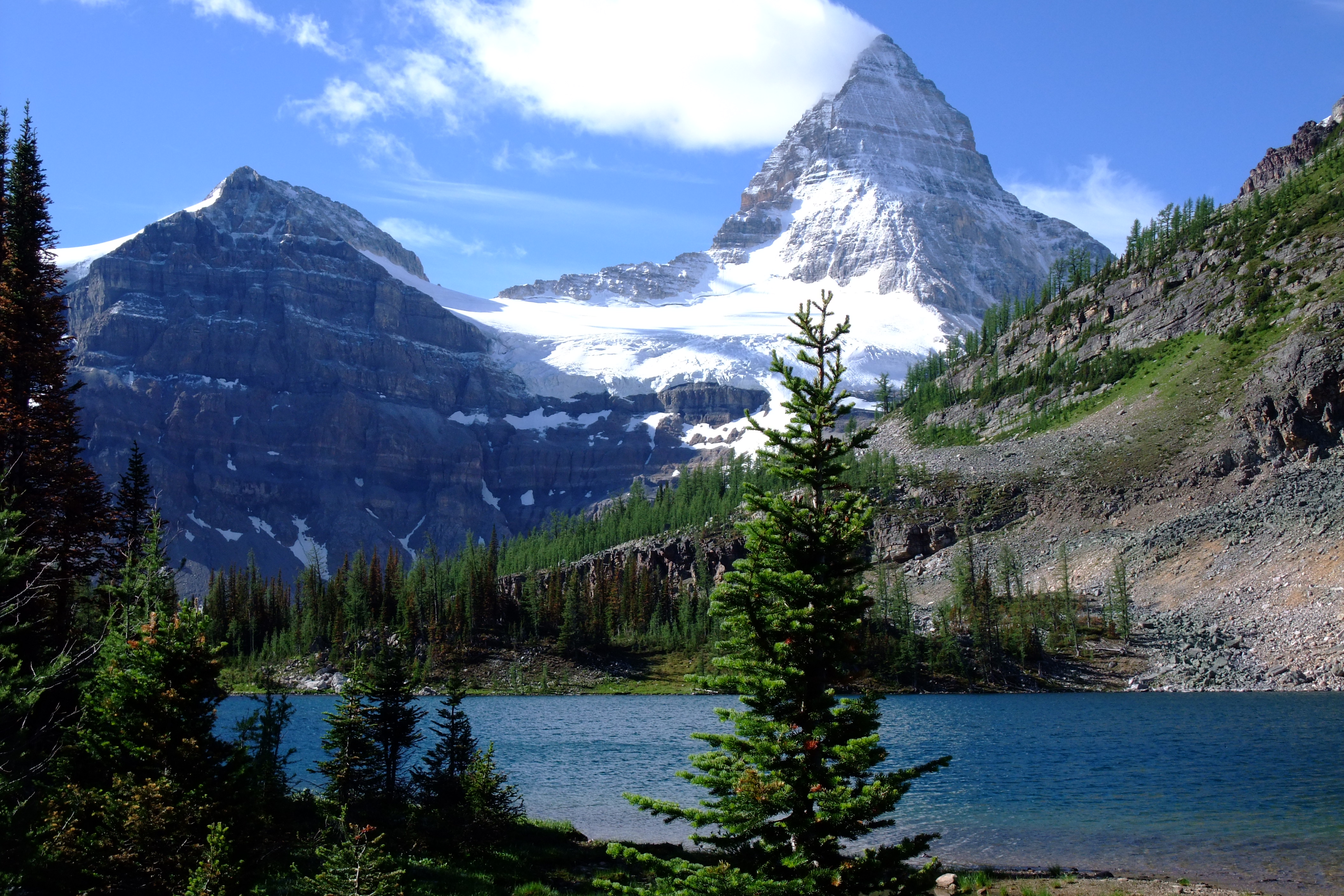
6. Гора Ассінібойн (американський вододіл) між Альбертою та Б.Колумбією — найвища вершина південних континентальних хребтів.
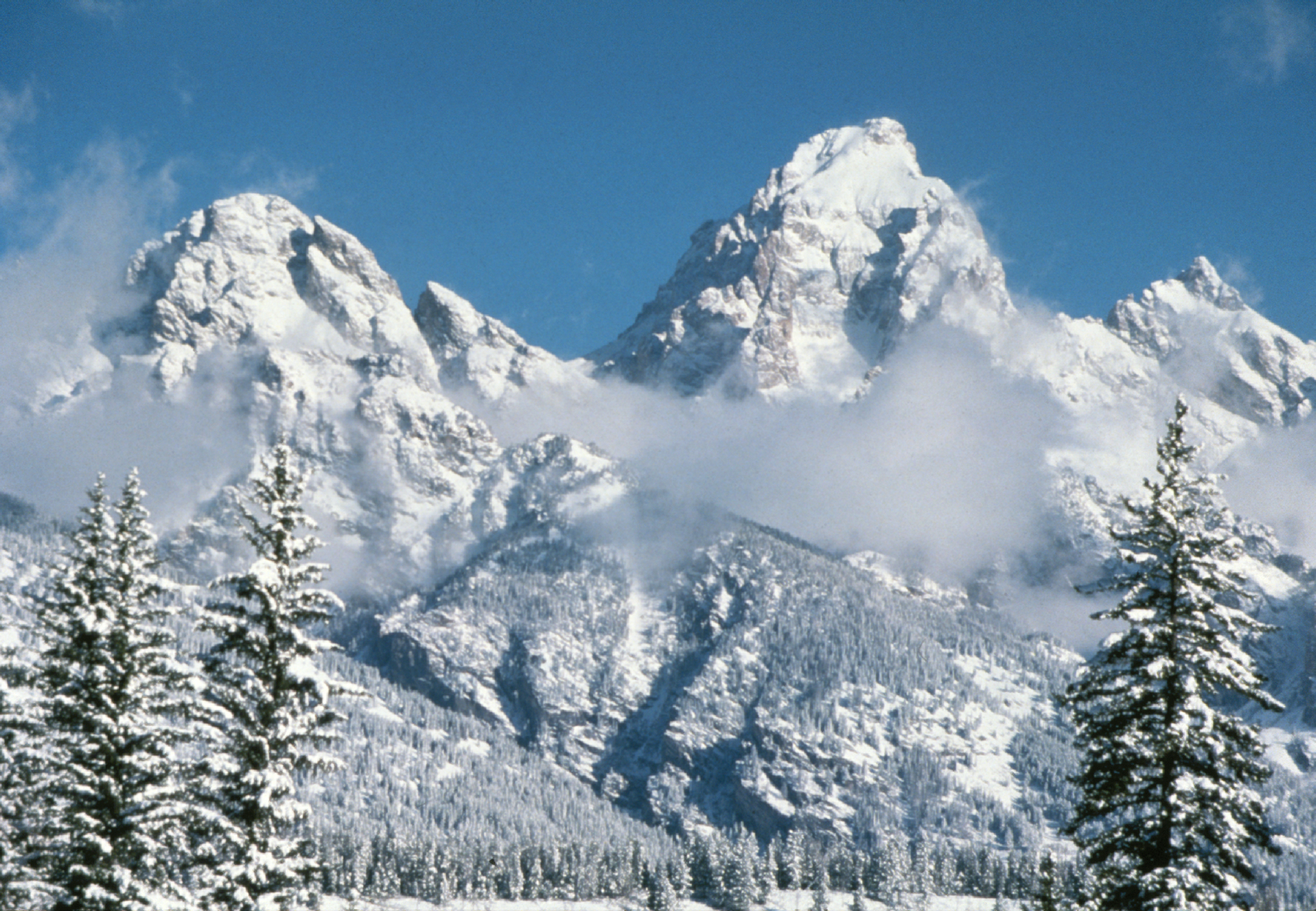
8. Ґранд-Титон — найвища вершина хребта Титон штату Вайомінг.
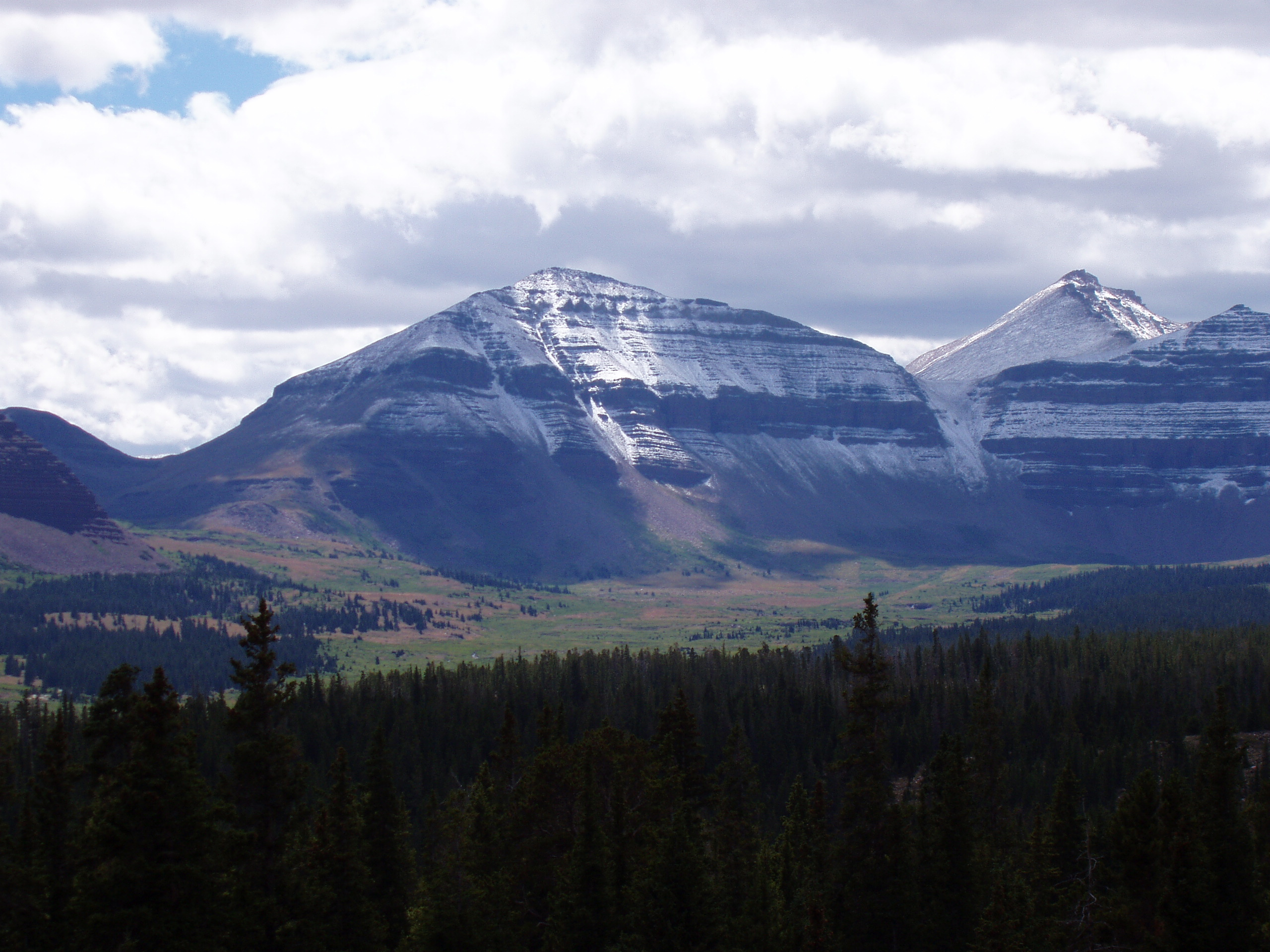
9. Кінгс-Пік — найвища вершина гір Унта в Монтані.
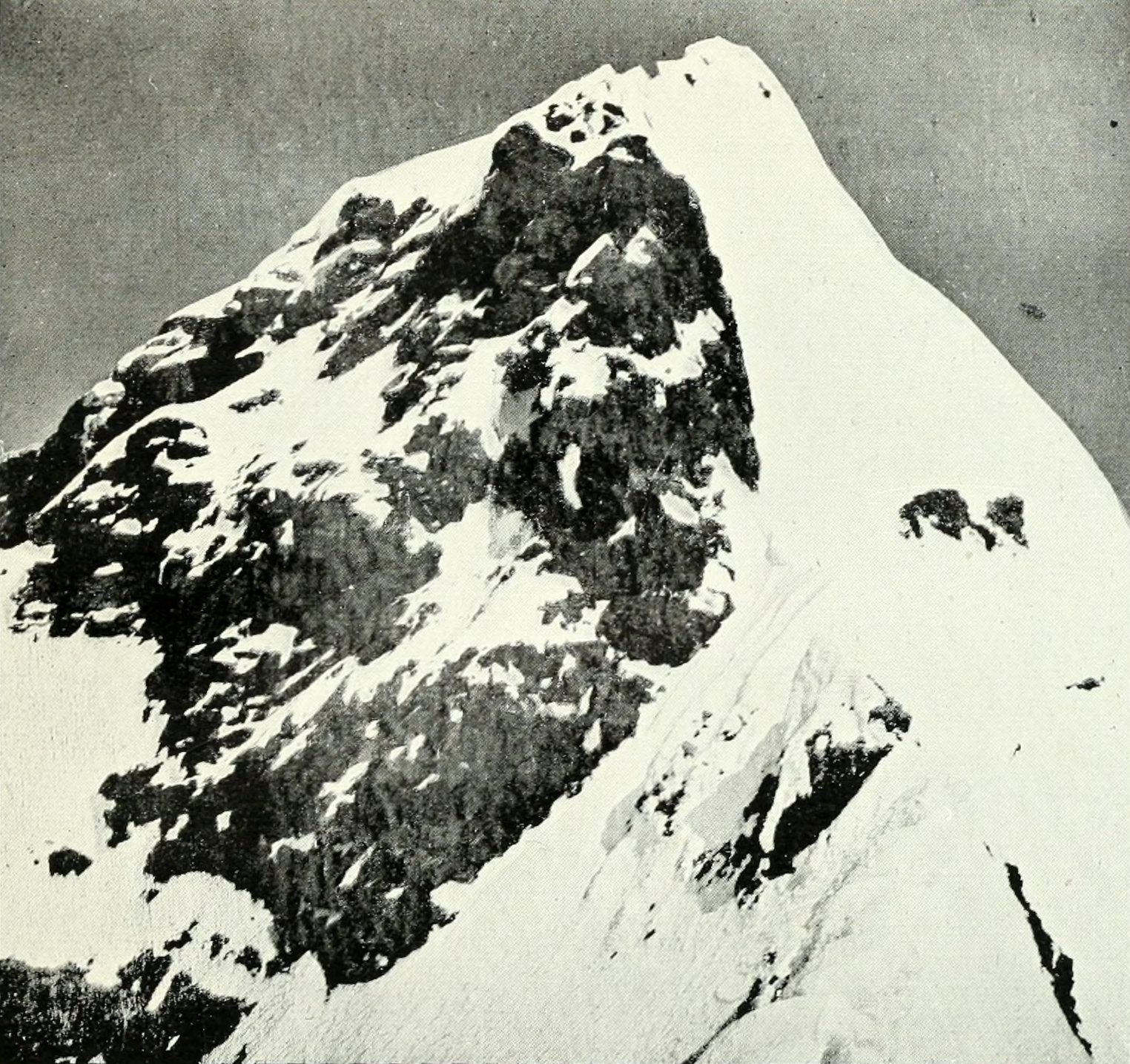
10. Ґудсір — найвища вершина хребта Оттертайла Б.Колумбії.
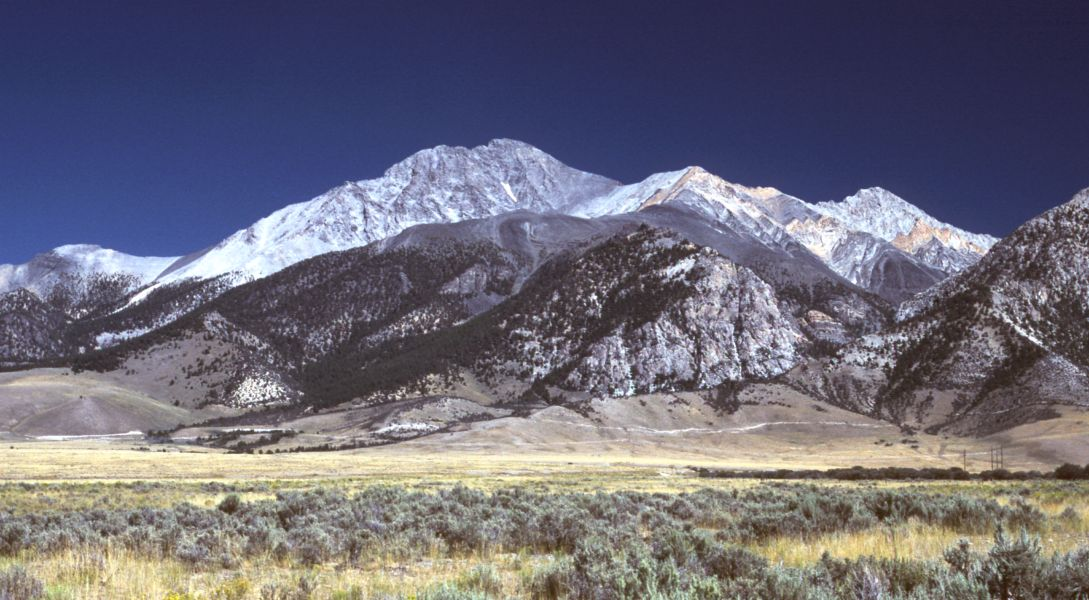
11. Пік Бора — найвища вершина хребта Лост-Рівер та штату Айдахо, США.
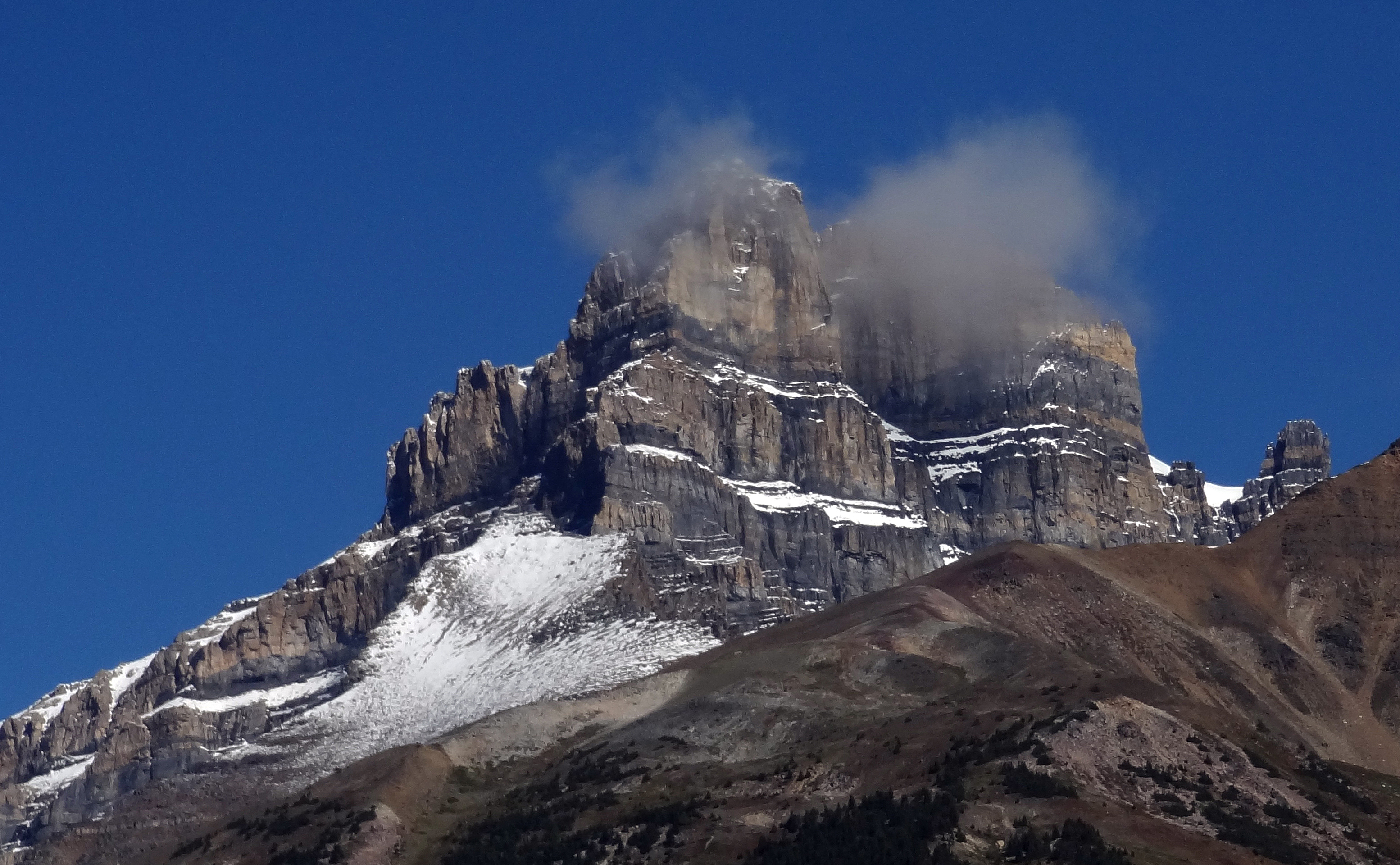
14. Гектор — найвища вершина групи Мерчісон в Альберті.
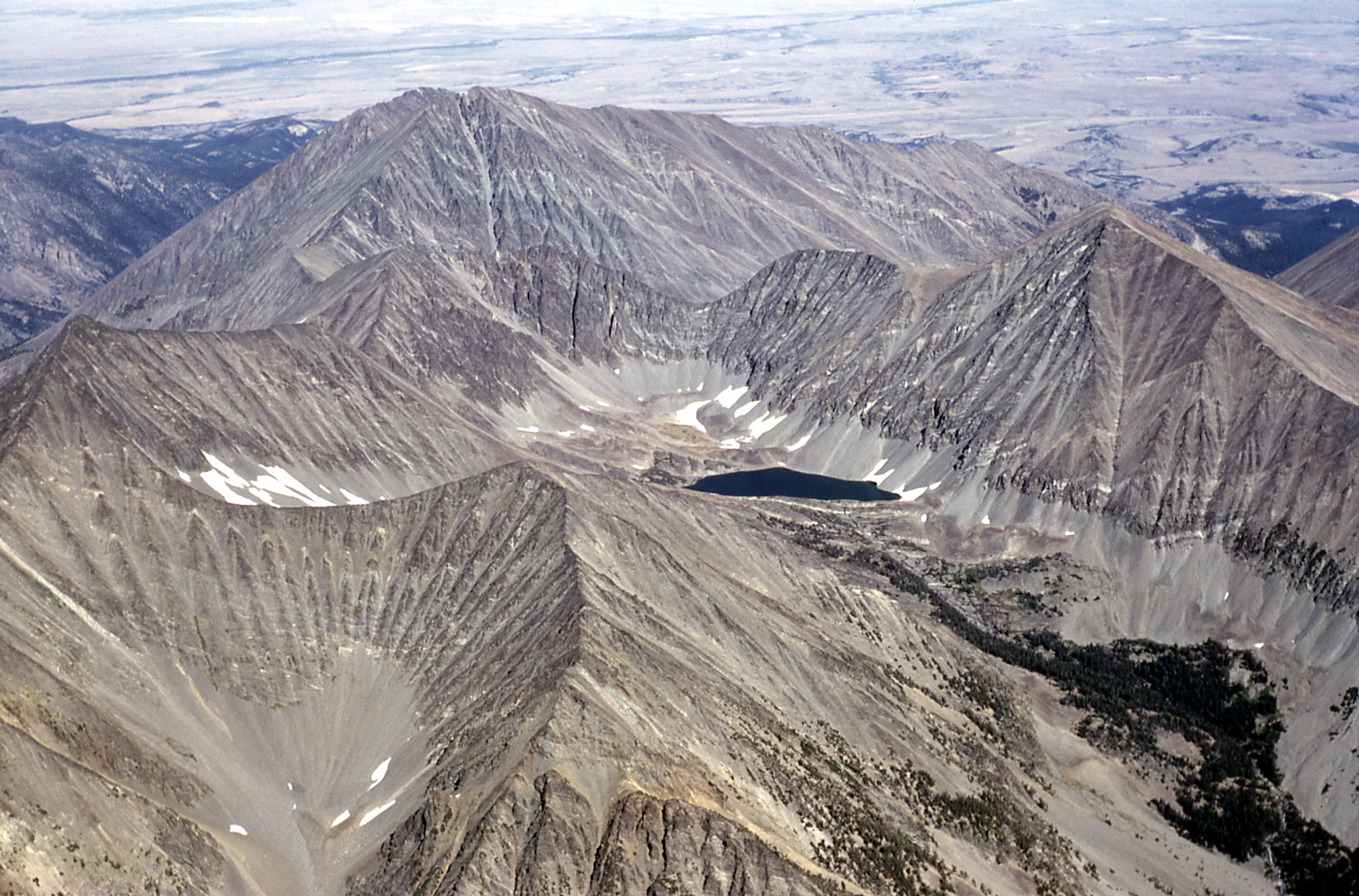
17. Пік Кразі — найвища вершина гір Кразі, Монтана.
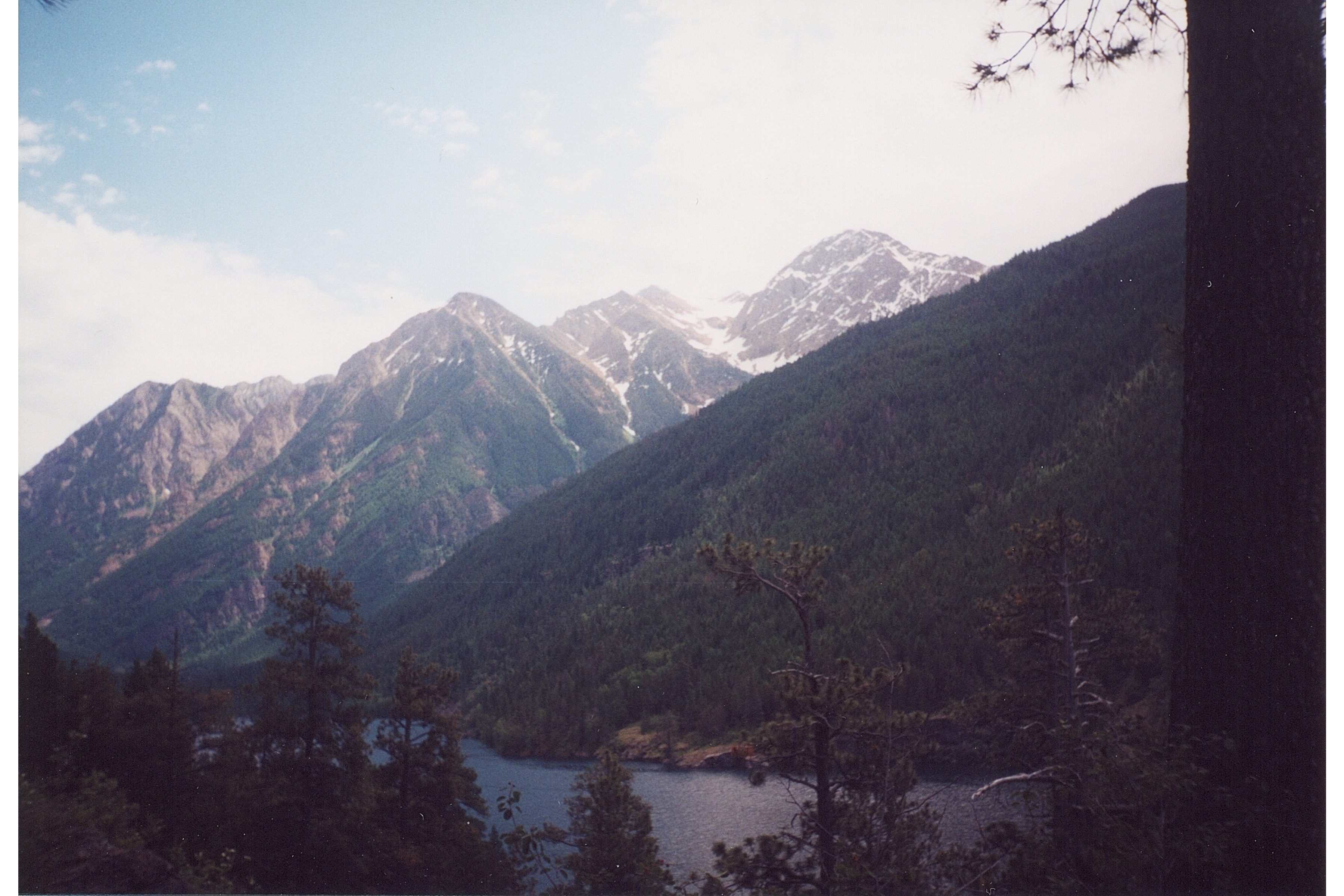
18. Макдональд — найвища вершина гір Міссіон в штаті Монтана.
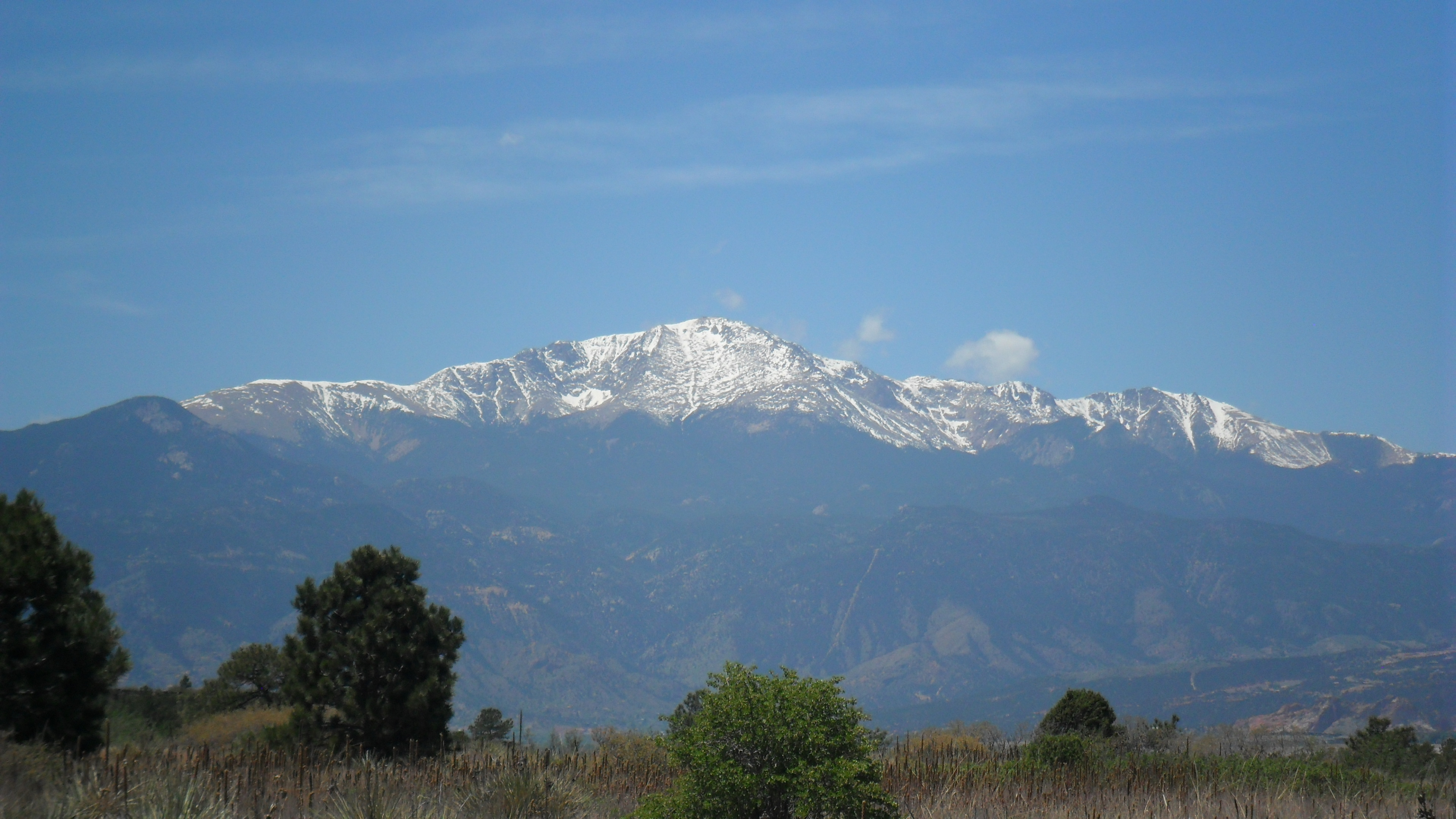
19. Пік Пайкс в Колорадо був натхненням для написання «America the Beautiful».
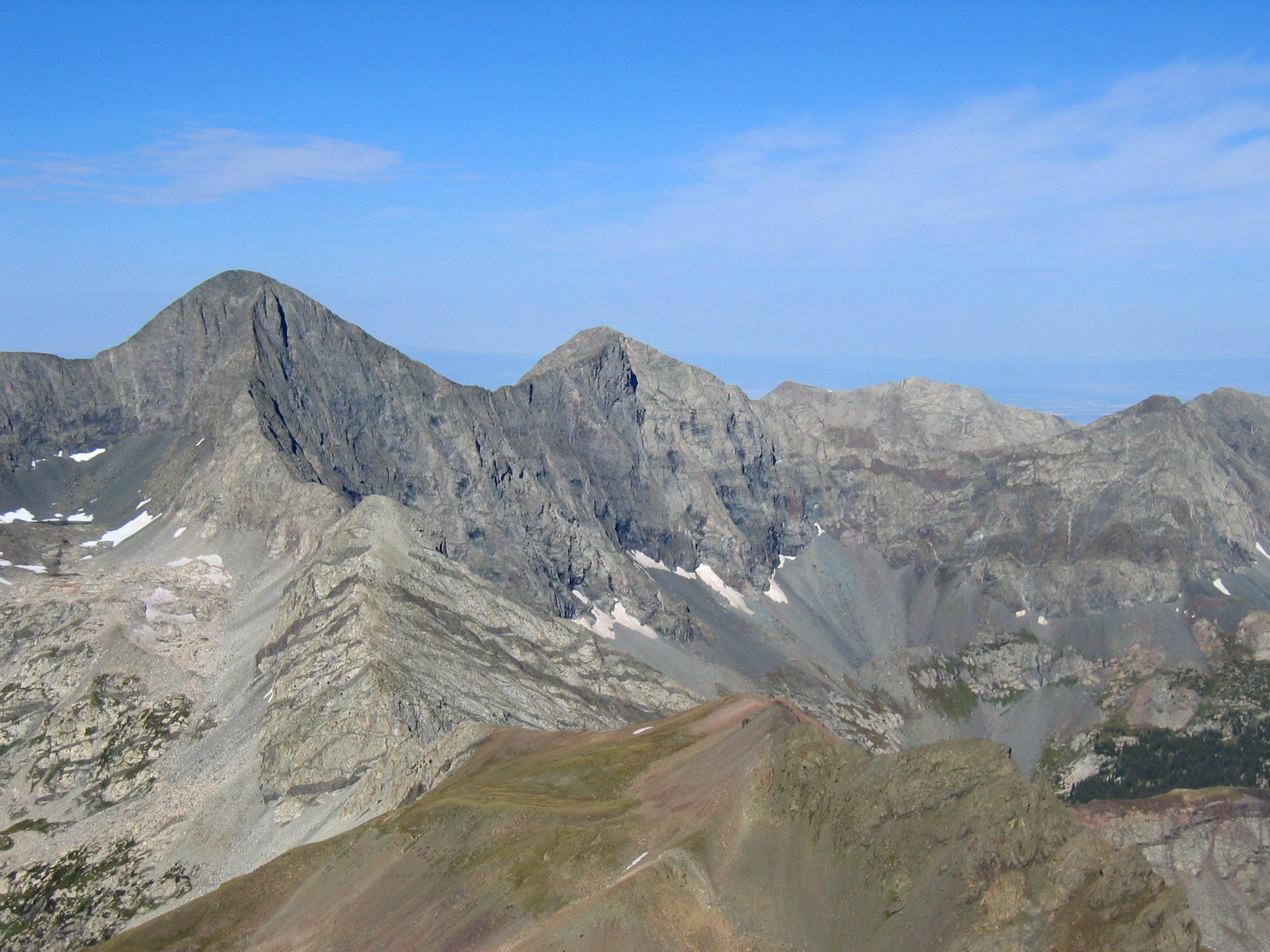
25. Бланка-Пік — найвища вершина гір Сангре-де-Крісто, Колорадо.
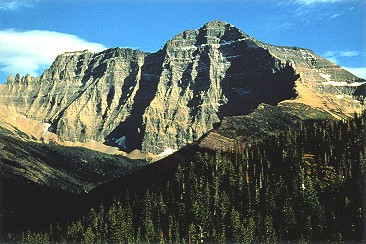
28. Клівленд — найвища вершина хребта Льюїса штату Монтана.